# Maria Savenkov
Maria Savenkov (ur. 2 sierpnia 1988 w Wołgogradzie) – izraelska gimnastyczka artystyczna, reprezentantka Izraela w układzie zbiorowym podczas Letnich Igrzysk Olimpijskich w Pekinie.

## Osiągnięcia
- Igrzyska Olimpijskie – Pekin 2008 – układ zbiorowy w gimnastyce artystycznej – 6 miejsce[1].